# Brännefjälls naturreservat
Brännefjälls naturreservat är ett naturreservat i Lilla Edets kommun i Västra Götalands län.
Området är naturskyddat sedan 2020 och är 43 hektar stort. Reservatet ligger sydost om Lilla Edet och består av äldre lövblandad barrskog i kuperad terräng med äldre hällmarkstallskog högre upp och sumpskog i blötare partier. I östra delen av reservatet växer ekskog i branterna. 